# Wigwam
wigwam /iz abenaki jezika: wigwâm =  'dwelling' , iz wigw,  'he dwells'  + formativ -am/, vrsta indijanske nastambe kupolastog oblika, nalik wickiupu (na američkom jugozapadu), koja se javljala među plemenima jezičnog roda Algonquian na kulturnom području Sjeveroistočnih šuma na sjeveroistoku današnjeg SAD-a i susjedne Kanade. Materijal za gradnju wigwama biljnog je porijekla, pogalvito je zastupljena kora (breze) kojom se prekriva od granja opleten kostur, ponekad i hasura. Sama riječ javlja se u raznim jezicima Algonquianskih plemena koja su stanovala u ovakvim nastambama. Kod Abenaka se naziva wigwâm, kod Micmac isto wigwâm, kod plemena Mohegan wikwâm, Lenape Indijanci wikwam i kod Chippewa wigiwam.
Wigwam se ne smije brkati irokeškim longhouse-kućama, dosta sličnim wickiupom među Pajutima i Jutima, i kožnim tepee-šatorima prerijskih Indijanaca.

## Vanjske poveznice
- Indian Homes, Native Housing, Tipis  Arhivirana inačica izvorne stranice od 12. prosinca 2008. (Wayback Machine)